# Cadans (wielersport)

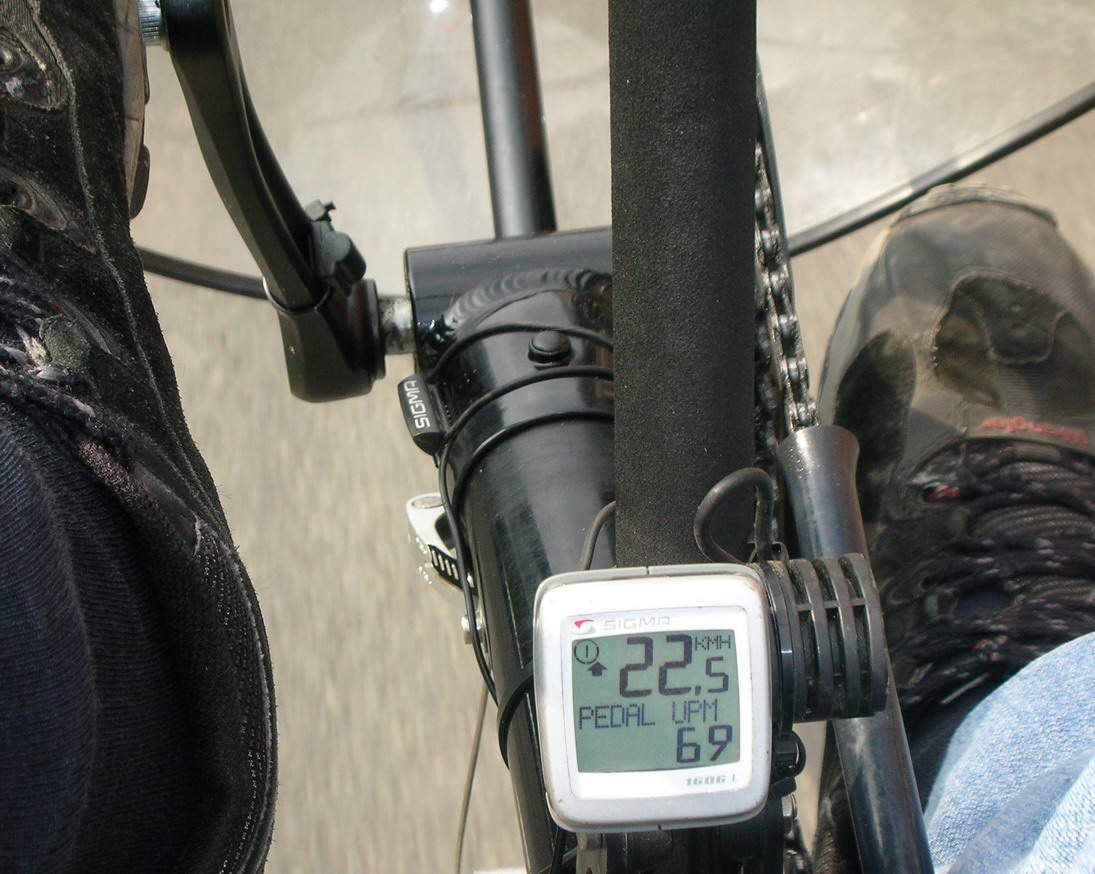
Fietscomputer met cadansmeting op een ligfiets

Met cadans of trapfrequentie wordt in de wielersport het aantal omwentelingen per minuut van de pedalen aangeduid. Tezamen met de gekozen versnelling en de wielomtrek bepaalt de cadans de snelheid.

## Achtergronden
Een lage cadans geeft een hoge belasting voor de knieën. Een hoge cadans maakt een hoge snelheid zonder vermoeide benen mogelijk. Wielrenners rijden op een vlakke weg veelal met een cadans van 100 of hoger. In de bergen heeft een cadans van 70 à 100 de voorkeur.

## Hulpmiddelen
De cadans kan gemeten worden met een fietscomputer met cadanssensor. Een smartphone met GPS-sports-tracker-app zoals Strava of Runkeeper en een cadanssensor kan de cadans meten en registreren zodat de cadans naderhand meegenomen kan worden in de evaluatie van de rit.